# Carcharhinus hemiodon
Carcharhinus hemiodon — акула з роду Сіра акула родини сірі акули. Інші назви «довгоноса сіра акула», «акула Пондіччері», «індокитайська нічна акула», «балійська сіра акула». Перші акули були виловлені та описані в акваторії Пондіччері (Індія), через що вона отримала одну із своїх назв.

## Опис
Завдовжки досягає 1,5-2 м. Це гладка акула. Голова помірно довга. Морда загострена. Очі відносно великі, круглі, з мигательною перетинкою. У ніздрів є канавки, носові складки із соскоподібним виростом. Рот серпоподібний. Губні борозни відсутні. На кожній щелепі присутні 26-28 робочих зубів. На верхній щелепі зуби широкі, трохи зазубрені. На нижній щелепі зуби вузькі. У неї 5 пар зябрових щілин. Тулуб масивний. Шкіряна луска округлої форми з 3-5 горизонтальними хребцями, що завершуються гострими зубчиками. Грудні плавці серпоподібні, середньої довжини. Розташовані на рівні 3 або 4 пари зябрових щілин. Має 2 спинних плавця, між якими є слабкопомітне хребтове узвишшя. Передній спинний плавець значно перевершує задній. Він серпоподібний середнього розміру, з гострим кінчиком. Задній спинний плавець широкий, розташовано позаду або навпроти анального плавця. Хвостовий плавець гетероцеркальний, верхня лопать сильно витягнута, з виїмкою-«вимпелом» з нижнього боку.
Забарвлення спини свинцово-сірих відтінків. Черево білого кольору. На кінчиках грудних, заднього спинного плавців, а також нижній лопаті хвостового плавця присутні чорні плями. На інших плавцях кінчики з темною облямівкою. З боків є блідо-світла поздовжня смуга.

## Спосіб життя
Воліє до прибережних вод, мілини, гирл річок, здатна переносити невеличке опріснення морської води. Живиться дрібними костистими рибами, невеличкими головоногими молюсками та ракоподібними.
Статева зрілість настає при розмірі 60 см. Це живородна акула. Самиця народжує акуленят завдовжки 30-32 см. Про кількість новонароджених натепер немає відомостей.

## Розповсюдження
Мешкає біля узбережжя Індії, Шрі-Ланки, островів Ява, Борнео (Калімантан), Сулавесі, Балі (Індонезія), о. Нова Гвінея, невеличкої частини північної Австралії. Інколи зустрічається в Південно-Китайському морі біля узбережжя Китаю (в гирлі річки Хуглі), В'єтнаму (у гирлі річки Сайгон), вкрай рідко в Оманській затоці.